# Emissie (natuurkunde)
In de natuurkunde verstaat men onder emissie (uit het Latijn: emittere = uitzenden) een proces waarbij een systeem dat zich in een aangeslagen toestand bevindt zijn overtollige energie kwijtraakt door het uitzenden van elektromagnetische straling.
De aard van de uitgezonden straling kan sterk verschillen afhankelijk van het systeem en de grootte van de overtollige energie. Een goed voorbeeld van elektromagnetische emissie in het zichtbare gebied is een neonbuis. Daarin worden atomen van het edelgas neon door het doorvoeren van een elektrische stroom in een aangeslagen toestand gebracht. Zij raken deze energie weer kwijt door het uitzenden van zichtbaar licht van een bepaalde karakteristieke golflengte die de neonbuis zijn kenmerkende kleur verleent.
Welke kleur (golflengte, frequentie) de uitgezonden fotonen hebben wordt bestudeerd in de emissiespectroscopie. Deze verkregen informatie verschaft inzicht in de aard van de energietoestanden die het systeem bezit en daarmee inzicht het systeem zelf.
De term emissie wordt ook gebruikt voor het uitzenden van elektromagnetische straling en elektrische stoorspanning op de in- en uitgangen van elektrische en elektronische apparatuur. Er moet aan bepaalde eisen worden voldaan (dat wil zeggen de emissies moeten laag genoeg zijn). In 1989 is de  Europese richtlijn 89/336/EEG ingevoerd, waarin limietwaarden voor op de Europese markt verkrijgbare apparatuur verplicht gesteld worden. Er worden echter ook eisen gesteld aan de immuniteit van de apparatuur voor stoorsignalen. De frequentie van de elektromagnetische storingen ligt veel lager als die van de "natuurkundige" emissies, namelijk uitgezonden straling tussen 30 MHz en 2 GHz, en stoorspanning tussen 9 kHz en 30 MHz.
airy-schijf · amplitude · brekingsindex · brewsterhoek · dopplereffect · fase · foto-elektrisch effect · frequentie · fresnelvergelijkingen · fresnel-zoneplaat · getal van Abbe · golffront · golflengte · holografie · intensiteit · interferometer ·  laser · lasersnijden · lichtenergie · lichtgrootheden en -eenheden · lichtmeter · lichtsnelheid · lichtsterkte · lichtstroom · Mach-Zehnder-interferometer · Michelson-interferometer · ooggevoeligheid · optische vezel · polarimeter · polarisatie · poynting-vector · principe van Huygens-Fresnel · principe van Fermat · prisma · schlierenoptica · specifieke lichtstroom · stralingsdeler · tralie · transversale golf · verlichtingssterkte · wet van Bragg
infrarood · kleur · licht · monochromatisch licht · spectrum · ultraviolet · wit licht
absorptie · coherentie · diffractie · dispersie · interferentie · lichtbreking · reflectie · totale interne reflectie · transmissie
emissie · gestimuleerde emissie · fluorescentie · fosforescentie · luminantie · luminescentie
fluorescentiespectroscopie · spectraalanalyse · spectraallijn · Spectroscopie · UV/VIS-spectroscopie
halo · newtonring
David Brewster · Christian Doppler · Charles Fabry · Pierre de Fermat · Joseph von Fraunhofer · Dennis Gabor · Augustin Fresnel · Heinrich Hertz · Christiaan Huygens · Hendrik Lorentz · Albert Michelson · James Clerk Maxwell · Edward Morley · Isaac Newton · Alfred Pérot · Thomas Young